# Agostino Bossi
Agostino Bossi (Porto Ceresio, 30 agosto 1740 – Dettelbach, 9 dicembre 1799) è stato uno stuccatore italiano naturalizzato tedesco.
Lavorò principalmente nel Principato vescovile di Bamberga e qui fu insignito del titolo di stuccatore di corte nel 1771.

## Biografia
Nato nell'agosto del 1740 a Porto Ceresio, sul Lago di Lugano, proveniva da una famiglia di stuccatori che annoverò diversi membri ben noti. Il lavoro di suo padre, Natale Bossi, non è però chiaro. La madre di Agostino, Clara Bossi, ebbe diversi figli, ma non tutti raggiunsero l'età adulta. All'età di 15 anni fu inviato, attraverso le Alpi, a Würzburg, nel 1755, con il fratello maggiore Materno, per imparare il mestiere di stuccatore.
A Würzburg, lo zio di entrambi, Antonio Bossi, era già al servizio del principe-vescovo. Dopo aver completato il suo apprendistato, Agostino iniziò un viaggio di sei anni come operaio e vagabondo, ma le fasi di questo viaggio non sono menzionate nelle fonti. Potrebbe aver accompagnato suo fratello maggiore a Stoccarda per lavorare per un altro fratello, Lodovico. 
Nel 1771 fece domanda, al principe-vescovo, per ottenere il titolo di stuccatore di corte a Bamberga. All'inizio venne solo nominalmente impiegato con questo titolo e solo nel 1772 ricevette i suoi primi ordini dal vescovo Adam Friedrich von Seinsheim. Avrebbe dovuto stuccare la residenza di recente costruita e per questo motivo viveva nella vecchia corte accanto al Duomo di Bamberga. Nello stesso periodo, iniziò a lavorare al Castello di Seehof, vicino al villaggio di Memmelsdorf.
Tuttavia, Agostino non guadagnò molto come stuccatore di corte dei vescovi di Bamberga e probabilmente non aprì mai una sua bottega, ma lavorò sempre a stretto contatto con il fratello maggiore Materno. Agostino era probabilmente una parte importante della bottega, ma non riuscì mai a raggiungere suo fratello. Nel 1775 entrambi sono citati nella realizzazione degli stucchi del castello di Seehof, e nel 1786 Agostino era registrato a Gaukönigshofen.
In un momento sconosciuto, sposò Agnes Zehr, la figlia di un locandiere di Dettelbach e si stabilì nella città di Würzburg. Agnes gli diede un totale di otto figli, ma solo tre, due figlie e un figlio, raggiunsero l'età adulta. Agostino lavorò con suo fratello almeno fino al 1796 e morì il 9 dicembre 1799 nella sua casa di Dettelbach.

## Opere (selezione)
Poiché la maggior parte delle opere di Agostino Bossi non sono state firmate, la classificazione si basa solo su fonti archivistiche. L'attribuzione è resa ancora più difficile dal fatto che la bottega era composta anche dal fratello maggiore Materno oltre che da Agostino e dai suoi collaboratori.
| Città           | Anno      | Lavoro                                                                            |
| --------------- | --------- | --------------------------------------------------------------------------------- |
| Amerdingen      | 1789-1790 | Castello di Amerdingen: decorazione a stucco                                      |
| Bad Mergentheim | 1780      | Palazzo Mergentheim: Sala capitolare dell'Ordine Teutonico                        |
| Bamberga        | 1772-1773 | Nuova residenza: due corridoi                                                     |
| Gaukönigshofen  | 1776-1777 | Chiesa dell'Angelo Custode: stucchi, ammodernamento degli altari                  |
| Memmelsdorf     | 1770-1775 | Castello di Seehof: grotta, distrutta; teatro; casetta del giardino               |
| Triefenstein    | 1784-1786 | Monastero di Triefenstein: stucchi e arredi                                       |
| Wipfeld         | 1786-1787 | San Giovanni Battista: decorazione in stucco, altare maggiore                     |
| Würzburg        | 1773      | Residenza di Würzburg: lampadario, distrutto; riparazioni alla tromba delle scale |